# Vergoignan
Vergoignan é uma comuna francesa na região administrativa de Occitânia, no departamento de Gers. Estende-se por uma área de 10,44 km². Em 2010 a comuna tinha 315 habitantes (densidade: 30,2 hab./km²).